# Bamsingarna
Bamsingarna är Hammarby Hockeys supporterklubb, bildad hösten 2002. Till skillnad från den större sektionsövergripande organisationen Bajen Fans är Bamsingarna främst inriktade på att stötta Föreningens hockeylag. De båda föreningarna har dock ett nära samarbete. Ordförande för Bamsingarna har varit Jack Persson (2002-03), Nina Arnewing (2003-06) samt P-J Nyberg (från 2006). Bamsingarna är det klassiska smeknamnet på Hammarby Hockey, använt redan under 1940-talet.